# Montes Jura

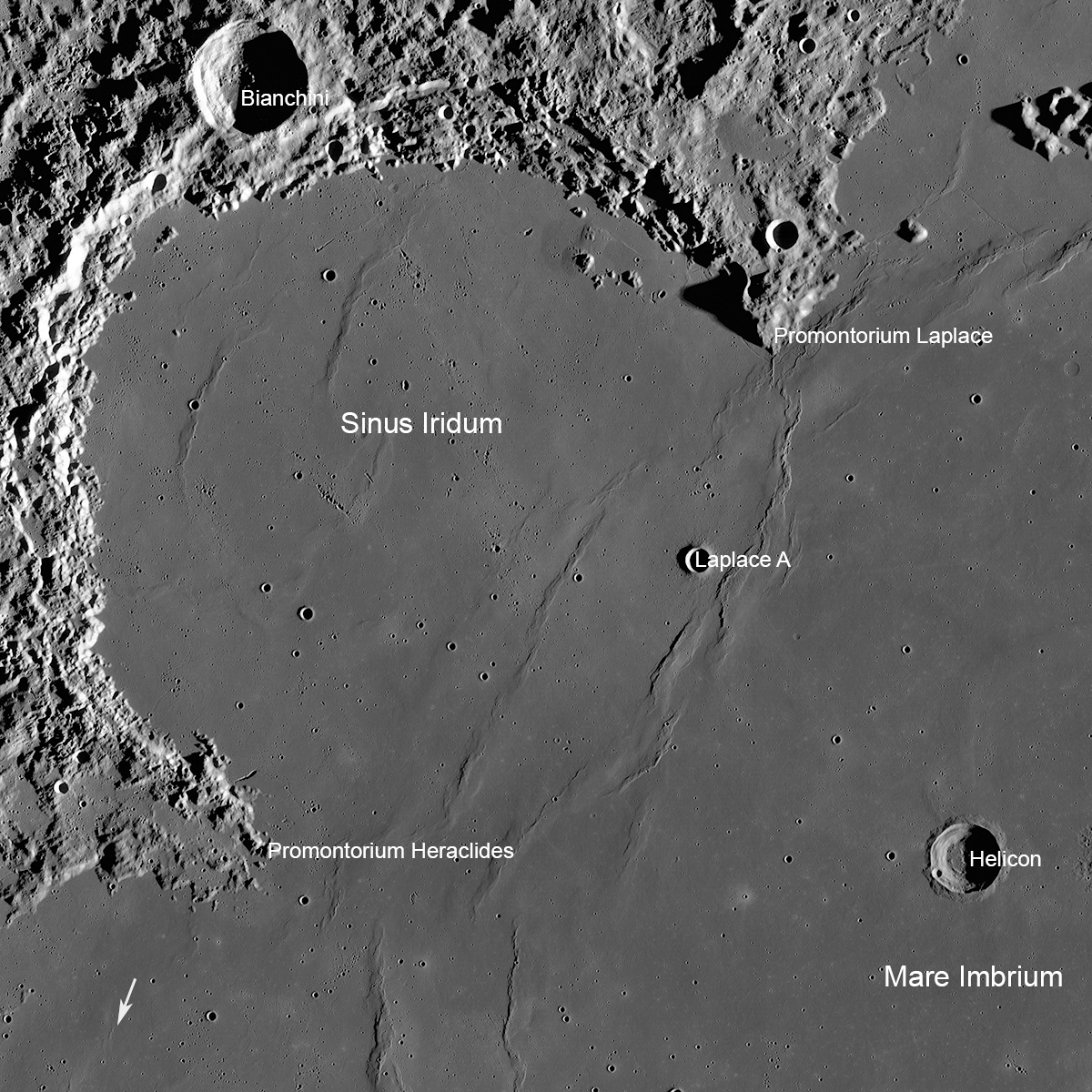
Montes Jura em torno da baía de Sinus Iridum, num anel semi-circular. Na parte superior, a cratera Bianchini.

Montes Jura é uma cadeia de montanhas localizada na parte noroeste da Lua, no lado visível do satélite. Suas coordenadas selenográficas são  47.1° N 34.0° W. Ela tem um comprimento de 422 km, com as montanhas mais altas atingindo os 6.100 m de altitude. Foram batizadas em homenagem à Cordilheira de Jura, na Suíça.
A cordilheira forma um bonito anel semi-circular em torno de Sinus Iridum, uma baía no limite noroeste do Mare Imbrium. O cabo voltado para o leste no limite sudoeste da cordilheira é chamado Promontorium Heraclides, enquanto a cunha no limite nordeste é chamada de Promontorium Laplace. Enquanto a parte escura avança sobre a parte iluminada perto desta cadeia duas ou três noites após o primeiro quarto crescente da Lua, os picos das montanhas recebem os raios de sol em seus cimos. Este fenômeno produz uma fileira de pontos brilhantes que tem sido descrito como o "efeito da cimitarra de jóias".
Num passado distante, essa cordilheira formou a parede externa de uma cratera de cerca de 260 km de diâmetro. A face sudeste da cratera foi então removida e seu interior coberto com lava basáltica. Como resultado, o lado da cordilheira virado para o mare termina numa planície quase nivelada enquanto o lado oposto termina em uma região de terreno acidentado e irregular. A única cratera notável nesta cordilheira é a cratera Bianchini, existente no lado norte-noroeste do anel semi-circular. Um pouco mais para oeste está a cratera Sharp e para noroeste a cratera Maupertius.